# Adolf Schreiber
Adolf Schreiber (Schaan, 31 agosto 1913 – Triesen, 20 agosto 1983) è stato un ciclista su strada liechtensteinese.
Nel 1936 fu l'unico ciclista della squadra del Liechtenstein alle Olimpiadi estive del 1936 a Berlino, e prese parte alla corsa su strada, ritirandosi.
Schreiber risiedeva nel comune di Schaan e lavorava come operaio nell'azienda tessile Jenny, Spoerry & Cie.